# Kellogg School of Management
La Kellogg School of Management est l’école de commerce de l’université Northwestern, située dans la région de Chicago.
Fondée en 1908, l'école est l'une des plus anciennes des États-Unis et appartient au cercle restreint des "M7" écoles américaines de management les plus renommées. Elle compte plus de 50 000 anciens élèves dans le monde, qui ont contribué à lever plus de 350 millions de dollars pour financer les projets de l'école de 2012 à 2018. 
Le campus principal est situé à Evanston (juste au nord de la ville de Chicago) et des campus annexes se trouvent dans le centre de Chicago et à Miami en Floride. De nombreux partenariats existent à l'international, notamment en Chine, Inde, Israël, Allemagne, Thaïlande, au Canada et à Hong Kong.  
Kellogg propose essentiellement des programmes de formation de type MBA (en 1 ou 2 ans), Ph.D , Executive MBA et autres programmes de formation continue.
Fondée en 1851, l'université Northwestern est l'une des plus anciennes institutions universitaires privées des États-Unis. Elle compte plus de 200.000 diplômés et sa fondation universitaire (« endowment ») est parmi les mieux financées, avec plus de 10 milliards de dollars.

## Histoire
En 1908, l’université Northwestern institua son École de commerce sous l'appellation "Northwestern University’s School of Commerce". L'école fut l’un des 16 membres fondateurs de l’Assembly of Collegiate Schools of Business en 1916, aujourd’hui dénommée "Association to Advance Collegiate Schools of Business" (AACSB), qui détermine les standards académiques pour l’enseignement des programmes MBA.
En 1951, Kellogg a commencé à proposer des formations pour dirigeants. L'Institut de Management, un programme d’été de quatre semaines fut élargi l'année suivante à deux sections. Ce nouveau concept de formation continue s'est étendu en Europe en 1965 avec un programme semblable offert à Bürgenstock en Suisse. En 1976, l'école a élargi son offre de formation des cadres dirigeants à Evanston avec le Executive Management Program (EMP), un cursus diplômant aujourd'hui connu sous le nom d’Executive MBA. L’importance des formations pour cadres dirigeants à Kellogg fut scellée en 1979 avec l’ouverture d’un centre dédié, le James L. Allen Center, nommé après James L. Allen, diplômé de Kellogg et cofondateur de la société de consultants Booz Allen Hamilton. 
En 1956, l'école fut rebaptisée une première fois en School of Business. En 1966, l’université Northwestern décida d'orienter son École de Commerce sur les formations dites supérieures (Graduate level) et en changea le nom en 1969, cette fois en Graduate School of Management. 
En 1979, en l'honneur d'un don de 10 millions de dollars versés au nom de John L. Kellogg, l'école a été rebaptisée J.L. Kellogg Graduate School of Management. 
En 2001, dans un effort visant à consolider la marque de l'école, le nom a été raccourci à la Kellogg School of Management.
En 2009, l'université Northwestern annonça la construction d'un nouveau bâtiment, appelé le "Global Hub", pour regrouper les activités de l'école sur les rives du lac Michigan. Ce "Global Hub" fut inauguré en mars 2017. 
En parallèle, Kellogg a levé plus 350 millions de dollars de 2012 à 2018.

## Programmes
Kellogg offre des programmes MBA à temps plein (Full-Time MBA), MMM (Master of Management in Manufacturing, MBA+MEM), JD-MBA, MBA pour dirigeants (Executive MBA) et MBA à temps partiel, ainsi que des cursus non-diplômants pour dirigeants.
Le MBA à temps plein s’effectue en six trimestres étalés sur deux années, sur le campus d’Evanston. Un stage en entreprise de 10 à 12 semaines sépare les 3e et 4e trimestres. Le programme MBA accéléré dure quatre trimestres et est réservé aux étudiants qui ont suivi au cours d’études antérieures sept cours ou plus équivalents à ceux dispensés à Kellogg. 
Le programme MMM est un programme double-diplômant offert conjointement par Kellogg et l’École d’Ingénieurs McCormick de l’Université de Northwestern. Les étudiants obtiennent un Master of Business Admisnistration (MBA) de Kellogg et un Master of Engineering de McCormick. Les cursus proposés par McCormick aux étudiants MMM sont axés autour de deux majeures, l’une en Operations et l’autre en Innovation. Le programme MMM suit le calendrier du MBA à temps plein. 
Le programme JD-MBA est un programme double-diplômant offert conjointement par Kellogg et l’École de Droit de l’Université Northwestern. Le programme s’étale sur trois ans et donne lieu à un diplôme de Juris Doctor (JD) et à un Master of Business Administration (MBA) de Kellogg. L’École de Droit de l’Université Northwestern est elle –même classée #1 en 2009 aux États-Unis par The National Law Journal.
Le programme Executive MBA est proposé conjointement avec la Schulich School of Business de l'Université d'York au Canada, la WHU-Otto Beisheim School of Management en Allemagne, la Recanati Graduate School of Business Administration (en) de l’Université de Tel Aviv en Israël, et l’Université des Sciences et Technologies de Hong Kong. 
Le programme MBA temps partiel propose des cours du soir ou le samedi, pour la plupart sur le campus du centre-ville de Chicago de l’Université Northwestern. Ce programme est destiné aux étudiants qui souhaitent garder un emploi temps plein pendant la semaine. 
En plus de ses programmes de MBA, Kellogg offre aussi un programme de doctorat. Sept domaines d'étude sont proposés : comptabilité et gestion, finance, économie de gestion et stratégie, marketing, management et organisations, management et organisations et sociologie (une initiative conjointe de Kellogg et du Weinberg College of Arts and Sciences (en) de l'Université Northwestern) et de gestion des opérations. Kellogg offre également un JD-doctorat qui permet aux doctorants d'obtenir un diplôme en droit et un doctorat en même temps. 

## Carrières
Kellogg School of Management, Harvard Business School, INSEAD et Stanford Graduate School of Business partagent leurs bases de données d'offres d'emploi.
A titre d'exemple, en 2009, les carrières dans le conseil en stratégie étaient les plus courantes pour les jeunes MBA de Kellogg. Les carrières financières dans la banque d’investissement, le private equity et les services financiers, traditionnellement attrayantes, ont chuté lors de la crise financière. Toutefois, les carrières marketing et entrepreneuriales, souvent dans les secteurs des biens de grande consommation et du high-tech, sont une aussi spécialité de Kellogg, dont les diplômés sont reconnus pour leur orientation-client.
Les 5 premiers employeurs de diplômés Kellogg, promotion 2009, étaient McKinsey & Company (39 diplômés 2009), The Boston Consulting Group (37), Deloitte Consulting (en) (23), Bain & Company (22) et Booz & Company (14). 
|                                                              | 2009 | 2008 | 2007 | 2006 | 2005 |
| ------------------------------------------------------------ | ---- | ---- | ---- | ---- | ---- |
| Conseil en stratégie                                         | 38   | 33   | 31   | 33   | 32   |
| Banque d’affaires et courtage                                | 5    | 12   | 11   | 8    | 11   |
| Autres services financiers, Private Equity et Capital-Risque | 10   | 13   | 14   | 10   | 11   |
| Biens de grande consommation                                 | 10   | 10   | 10   | 11   | 11   |
| High-Tech                                                    | 9    | 9    | 9    | 11   | 8    |
| Pharma, Biotech et Santé                                     | 8    | 6    | 7    | 7    | 9    |
| Média                                                        | 2    | 1    | 2    | -    | -    |
| Autre, services                                              | 13   | 10   | 13   | 13   | 13   |
| Autre, industrie                                             | 5    | 6    | 5    | 7    | 5    |

|                                                               | 2009 | 2008 | 2007 | 2006 | 2005 |
| ------------------------------------------------------------- | ---- | ---- | ---- | ---- | ---- |
| Conseil (en cabinet) et conseil interne (internal consulting) | 41   | 34   | 33   | 34   | 36   |
| Finance                                                       | 15   | 24   | 22   | 17   | 23   |
| Marketing                                                     | 20   | 21   | 22   | 26   | 21   |
| Direction Générale                                            | 6    | 6    | 7    | 8    | 7    |
| Planning stratégique                                          | 7    | 4    | 4    | 7    | 4    |
| Business Development                                          | 4    | 2    | 3    | 2    | 3    |
| Autre                                                         | 7    | 9    | 9    | 6    | 6    |

## Classements
Historiquement, le classement des Top MBA montre peu de variations. Depuis les années '70, les classements - tel que celui du U.S. News & World Report - citent Wharton, Harvard, Stanford, Booth, MIT et Kellogg dans leurs Top 5. Avec Columbia Business School, ces sept écoles de commerce sont décrites comme étant « America's seven most powerful schools » et forment le groupe « M7 » de l'élite des écoles de management. 
|                             | 2009 | 2008 | 2007 | 2006 | 2005 | 2004 | 2003 | 2002 | 2001 | 2000 | 1999 | 1998 | 1997 | 1996 | 1995 | 1994 | 1993 | 1992 | 1991 | 1990 | 1989 | 1988 |
| --------------------------- | ---- | ---- | ---- | ---- | ---- | ---- | ---- | ---- | ---- | ---- | ---- | ---- | ---- | ---- | ---- | ---- | ---- | ---- | ---- | ---- | ---- | ---- |
| BusinessWeek (MBA)          |      | 3    | 3    | 3    | 1    | 1    | 1    | 1    | 2    | 2    | 2    | 2    | 3    | 3    | 2    | 2    | 1    | 1    | 1    | 1    | 1    | 1    |
| BusinessWeek (EMBA)         |      | 1    | 1    | 1    | 1    | 1    | 1    | 1    | 1    | 1    |      |      |      |      |      |      |      |      |      |      |      |      |
| US News (MBA)               | 3    | 4    | 5    | 4    | 4    | 4    | 4    | 5    | 3    | 3    | 4    | 4    | 3    | 4    | 4    | 4    | 3    | 4    | 3    | 4    | 2    | 4    |
| US News (EMBA)              | 1    | 3    | 1    | 1    | 1    | 1    | 1    | 1    | 1    | 1    | 1    | 1    | 1    | 1    | 1    | 1    | 1    | 1    | 1    | 1    |      |      |
| US News (MBA temps partiel) | 3    | 3    | 3    | 3    | 3    | 3    | 3    | 3    | 3    | 3    | 3    | 3    | 3    | 3    | 3    | 3    | 3    | 3    | 3    | 3    |      |      |
| The Economist (MBA)         |      | 16   | 14   | 6    | 2    | 1    | 1    | 1    |      |      |      |      |      |      |      |      |      |      |      |      |      |      |
| Financial Times (MBA)       | 21   | 24   | 19   | 17   | 11   | 11   | 13   | 10   | 12   | 10   | 11   | 13   | 11   | 9    | 8    | 11   | 8    |      |      |      |      |      |
| Financial Times (EMBA)      |      | 21   | 13   | 10   | 8    | 2    | 7    |      |      |      |      |      |      |      |      |      |      |      |      |      |      |      |
| Forbes (MBA)                | 8    |      | 10   |      | 10   | 9    | 11   | 8    | 8    | 7    | 8    | 9    |      |      |      |      |      |      |      |      |      |      |
| Wall Street Journal (MBA)   |      |      | 12   | 6    | 4    | 7    | 4    | 4    | 5    |      |      |      |      |      |      |      |      |      |      |      |      |      |
| Wall Street Journal (EMBA)  |      | 1    |      |      |      |      |      |      |      |      |      |      |      |      |      |      |      |      |      |      |      |      |
| CNN Expansion (MBA)         |      | 11   | 9    | 3    |      |      |      |      |      |      |      |      |      |      |      |      |      |      |      |      |      |      |

Le MBA de la Kellogg School of Management reste parmi les plus réputés du monde après les années 2010 :
| Palmarès MBA           | Palmarès MBA | Palmarès MBA |
| Nom                    | Monde        | National     |
| ---------------------- | ------------ | ------------ |
| QS (2020)              | 10           | 7            |
| The Economist (2019)   | 4            | 3            |
| Financial Times (2020) | 11           | 7            |
| DAUR rankings (2020)   | 9            | 7            |

## Partenariats internationaux
Kellogg a tissé un réseau d'écoles partenaires à travers le monde, donnant lieu à des échanges bilatéraux d’étudiants notamment avec :
- ESSEC, France
- WHU-Otto Beisheim School of Management, Allemagne
- Indian School of Business (en) Hyderabad, Inde (cofondée par Kellogg)
- Sasin Graduate Institute of Business Administration (en), Université Chulalongkorn, Thaïlande (cofondée par Kellogg)
- Shailesh J. Mehta School of Management (en), Mumbai, Inde
- School of Business and Management, Université de Hong Kong des Sciences et Technologies (Hong Kong University of Science and Technology), Chine
- Guanghua School of Management de l'Université de Pékin, Chine
- Recanati Graduate School of Business Administration (en) de l'Université de Tel Aviv, Israël
- Schulich School of Business, Université d'York Toronto, Canada

## Culture étudiante
Kellogg se différencie des autres écoles et programmes MBA par sa forte culture orientée-client.  
De ce fait, l'école considère ses étudiants comme étant ses clients et les inclut dans la direction et l'animation de l'établissement.  
Ainsi le « Code d'honneur » (Kellogg Honor Code) est dirigé par un comité où les étudiants détiennent la majorité des votes. Le Code d’Honneur régit la conduite des étudiants de Kellogg en toutes situations académiques, professionnelles ou extra-scolaires, et sanctionne les infractions. 
Kellogg attire une population étudiante diverse. La promotion entrante en 2009 comptait ainsi 30% d’étudiants non-américains, 33% de femmes et 21% d’étudiants américains issus des minorités.

## Campus
Les bâtiments pour les programmes à temps plein (Full-Time MBA) et pour dirigeants (Executive MBA) sont situés le long des rives du lac Michigan, sur le campus de l’université Northwestern à Evanston (juste au nord de la ville de Chicago). 
Depuis 2017, le Global Hub est un vaisseau amiral qui offre plus de 38.000 m2 accueillant étudiants, entrepreneurs, chercheurs, etc. dans des locaux surplombant le lac Michigan.
Les étudiants ont accès à une plage privée, des installations sportives et aquatiques, des pistes cyclables, des terrains de jeux et un centre de voile.
Le programme à temps partiel (Part-Time MBA) est hébergé sur le campus de Chicago-Centre de l’université Northwestern. Ce campus est situé au cœur de Chicago, à proximité du lac Michigan, de Michigan Avenue, et du quartier des affaires du Loop où travaillent une majorité des étudiants.
Depuis 2006, le campus de Miami accueille les programmes visant les cadres-dirigeants latino-américains (Kellogg-Miami EMBA Program).

## Kellogg en France
Le Kellogg Alumni Club of France compte quelque 300 anciens élèves de Kellogg établis en France. 
Ce club a fondé les « All-MBA Drinks » de Paris, évènements mensuels de mise en réseau accueillant dans des lieux prestigieux les MBA des grandes écoles américaines et européennes et les anciens élèves des Grandes Écoles françaises, dont Centrale, ENA, ESSEC, HEC, Polytechnique, Sciences Po, etc.
En 2013, le Kellogg Alumni Club of France s'est ouvert à tous les diplômés de l'Université Northwestern résidant en France et s'est renommé le "Northwestern Kellogg Alumni Club of France".

## Personnalités liées à l'établissement

### Étudiants
Kellogg compte plus de 50 000 diplômés, dont :
- Alexander De Croo, Premier ministre de Belgique depuis 2020
- Philip Kotler, auteur de « Marketing Management » et professeur à Kellogg, classé en 2001 par le Financial Times parmi les quatre personnalités les plus influentes du management, derrière Jack Welch, Bill Gates et Peter Drucker
- Jennifer Chatman, théoricienne des organisations américaine
- Roger Myerson, prix Nobel d’économie 2007, a enseigné et conduit ses travaux de recherche à Kellogg de 1976 à 2001 avant de rejoindre l’Université de Chicago
- Edwin G. Booz (en), fondateur de Booz Allen Hamilton (aujourd’hui Booz & Company)
- James L. Allen (en), fondateur de Booz Allen Hamilton (aujourd’hui Booz & Company)
- Arthur Andersen, fondateur de la société d’audit éponyme, à l'origine d'Accenture
- Shumeet Banerji (en), CEO de Booz & Company
- Patrick Ryan, fondateur et Executive Chairman de Aon Corporation
- Craig Donohue (en), CEO du Chicago Mercantile Exchange, la place de marché mondiale des commodités et des produits dérivés
- Andrew Duff, CEO de Piper Jaffray
- Laye Sékou Camara, ministre guinéen;
- Michel Doukeris, CEO de AB InBev
- Roshni Nadar, directrice générale-présidente de l'entreprise HCL Technologies Limited
- Christopher Galvin (en), président et fondateur de Harrison Street Capital (en), LLC, ancien CEO de Motorola
- Harry M. Jansen Kraemer, Jr., Executive Partner de Madison Dearborn Partners (en), ancien CEO de Baxter, Clinical Professor à Kellogg en Management et Stratégie
- Promod Haque (en), Managing Partner à Norwest Venture Partners (en) et lauréat 2001 du prix Midas de Forbes magazine, récompensant le capital-risqueur de l’année
- Jim Safka (en), CEO de Match.com
- Douglas R. Conant (en), président et CEO de Campbell Soup Company
- Robert Eckert (en), CEO de Mattel
- Steve Odland (en), Chairman et CEO de Office Depot
- Joseph M. DePinto (en), Président et CEO de Seven-Eleven
- David Shaffer (en), CEO de Thomson Financial
- Fred Kindle (en), ancien président et CEO de ABB Group
- Thomas S. Robertson (en), doyen de la Wharton School, université de Pennsylvanie
- Charlotte Vere, femme politique britannique
- Wen Yunsong, homme d'affaires chinois

Quelques diplômés de Kellogg ont aussi fait les titres de la presse pour de mauvaises raisons :
- Paul Mozer (en), Trader en bonds du Trésor dont les malversations ont précipité la chute de son employeur, la banque d’affaires Salomon Brothers, en 1991
- Andy Fastow (en), CFO d’Enron à l’origine des malversations comptables qui causeront la faillite du groupe en 2001 et la disparition d’Arthur Andersen, alors le plus grand groupe d’audit au monde

## Source
- (en) Cet article est partiellement ou en totalité issu de l’article de Wikipédia en anglais intitulé « Kellogg School of Management » (voir la liste des auteurs).